# Wolfgang Mann (Anglist)
Wolfgang Mann (* 17. Oktober 1907 in Stuttgart; † 26. September 1941 bei Saoserje am Ilmensee, Russland) war ein deutscher Anglist.

## Leben und Wirken
Wolfgang Mann besuchte das Eberhard-Ludwigs-Gymnasium Stuttgart, das Evangelisch-Theologische Seminar in Maulbronn und Blaubeuren und legte in Blaubeuren 1925 seine Reifeprüfung und die evangelische Konkursprüfung ab. Im gleichen Jahr trat er in das Evangelische Stift Tübingen ein und studierte zunächst bis 1929 Evangelische Theologie an der Eberhard Karls Universität Tübingen und der Universität Berlin. Nach seiner ersten theologischen Dienstprüfung an der Universität Tübingen im Jahre 1929 setzte er sein Studium an den Universitäten Tübingen und Berlin fort und widmete sich nunmehr dem Fach Neuphilologie. 1930 und 1931 verbrachte er Studenaufenthalte in England und Frankreich. Im Jahre 1932 promovierte er an der Universität Tübingen bei dem Anglisten Walter F. Schirmer. 1933 bzw. 1934 legte der das erste bzw. zweite Staatsexamen für den höheren Schuldienst ab. 1934/35 folgte ein weiterer Studienaufenthalt in England, um dort Material für die geplante Habilitationsschrift zu sammeln. AB 1935 war Mann wissenschaftlicher Assistent am Englischen Seminar der Universität Berlin und wirkte dort als Hochschullehrer. 1939 erfolgte seine Habilitation bei Walter F. Schirmer, der 1932 von Tübingen nach Berlin gewechselt war. Nachdem er 1938 und 1939 Wehrdienst geleistet hatte, wurde er mit Beginn des Zweiten Weltkriegs als Soldat eingezogen. Am 26. September 1941 kam er in Nordwestrußland ums Leben.
Wolfgang Mann ist der Vater des Neuzeithistorikers und Hochschullehrers Bernhard Mann (* 1936).

## Veröffentlichungen
- Drydens historische Tragödien als Ausdruck höfischer Barockkultur in England. Gatzer u. Hahn, Schramberg 1932 (= Dissertation Universität Tübingen).
- Englisches Kriegserleben. Aus "War Letters of Fallen Englishmen". In: Neuphilologische Monatsschrift, Bd. 8 (1937), S, 390–404, 434–446 u. 462–471.
- Lateinische Dichtung in England vom Ausgang des Frühhumanismus bis zum Regierungsantritt Elisabeths. Untersuchung zur nationalen und religiösen Grundlegung des englischen Humanismus. Niemeyer, Halle 1939 (= Habilitationsschrift Universität Berlin).